# Internet Broadway Database

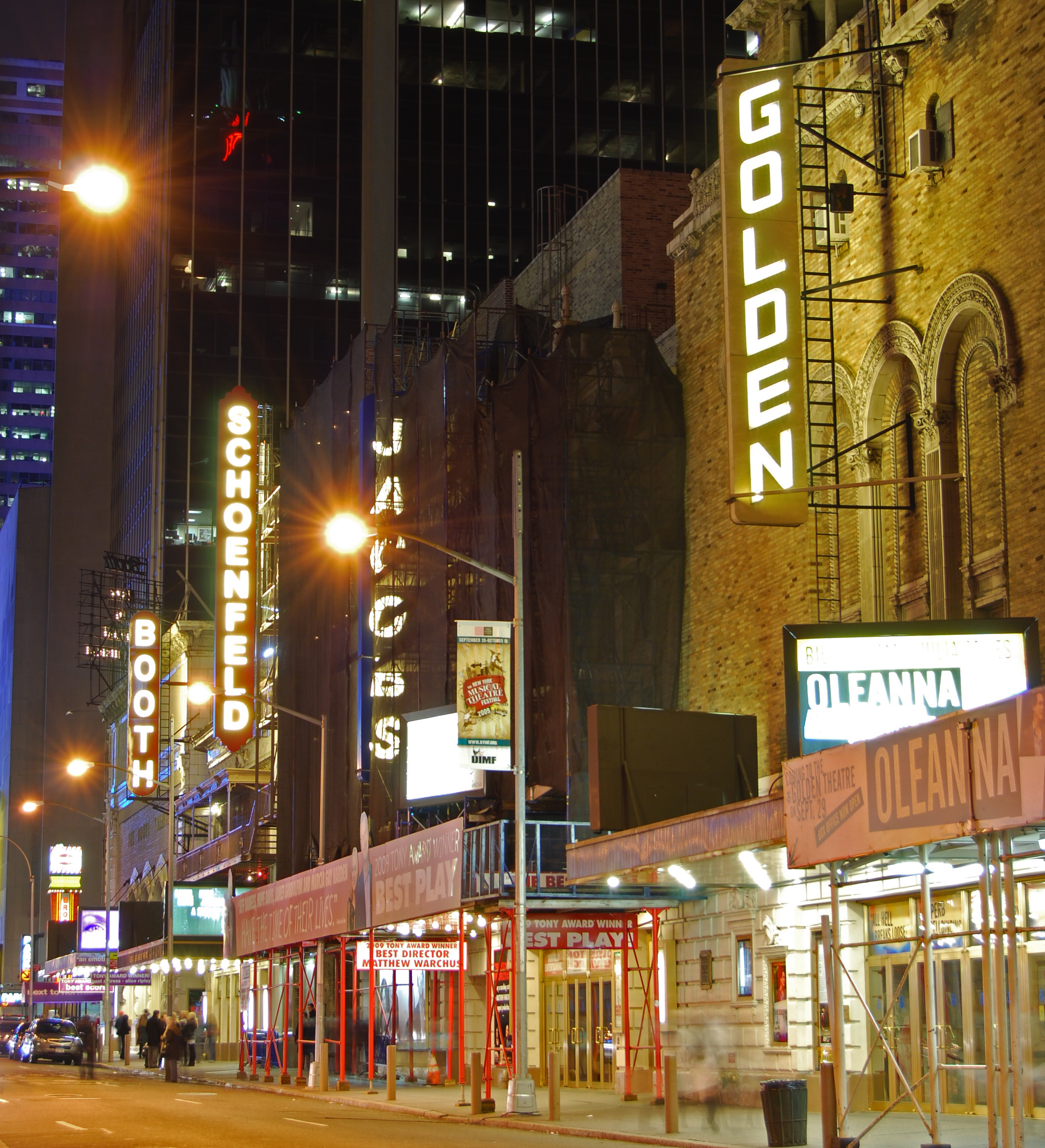
Broadway-színházak este

Az Internet Broadway Database (rövidítve: IBDB; magyarul: Internetes Broadway Adatbázis) egy amerikai online információs adatbázis, amely a Broadway színházainak produkcióit és azoknak közreműködőit listázza.

## Az adatbázisról
Az ötlet Karen Hausertől származik, aki 1996-tól dolgozta ki az adatbázist, majd 2000-ben elindult a honlap. Működtetője a The Broadway League, amely a Broadway színházainak kereskedelmi egyesülete. A honlaphoz 2012 óta mobiltelefonos alkalmazás is tartozik, amely IOS és Android operációs rendszerekben egyaránt működik.
Az adatbázisban a Broadway-színházak produkciói ismerhetőek meg a New York-i színjátszás 18. századi kezdeteitől napjainkig. Az előadások adatlapjain a szereplők, alkotók, időpontok, elhangzó dalok listája, díjak és egyéb érdekességek vannak feltüntetve. Az IBDB egy kiterjedt fényképarchívummal is rendelkezik, ugyanakkor az előadások bevételei és nézőszámai is megismerhetőek a honlapról.